# Openfire
Openfire (anciennement connu sous le nom de Wildfire et auparavant de JiveMessenger) est un serveur Jabber/XMPP écrit en Java et distribué sous licence publique générale GNU.

## Historique

### Origines du projet et changements de nom
Le projet est lancé par Jive Software en 2002, en partie pour servir de base à leur outil de support client basé sur une application en ligne, FastPath. Il s’appelle originellement Jive Messenger, mais change de nom pour Wildfire en 2005, puis Openfire en 2007 à la suite d'un problème de protection des marques.

### Développement actuel
À partir de 2008, le projet est totalement géré par la communauté, bien que Jive continue à l’héberger jusqu’en 2016. Il fait partie du projet Ignite Realtime. Le chef du projet est Dave Cridland.

## Fonctionnalités
Openfire propose les fonctions suivantes :
- Interface web d’administration
- Interface pour les plugins
- Customisable
- Support SSL/TLS
- Guide à l’installation et interface ergonomique
- Connectivité avec une base de données (par exemple HSQLDB embarqué, ou DBMS avec le pilote JDBC 3) pour conserver les messages et les informations des utilisateurs
- Connectivité LDAP
- Indépendant de la plate-forme utilisée, Java pur
- Peut supporter jusqu’à 50 000 utilisateurs

Openfire supporte bien les plugins et versions customisées ; il y a d’ailleurs de nombreux plugins disponibles au téléchargement et à l’installation via la console d’administration, tandis que de nombreuses installations présentent des plugins sur-mesure.
Openfire permet à plusieurs serveurs de communiquer en grappe. Le plugin (open-source) est basé sur la technologie open-source Hazelcast.

### Administration du serveur par une interface Web
L'essentiel de la configuration et de l'administration du serveur se fait à travers une interface Web. Les administrateurs peuvent se connecter de n'importe où et éditer la configuration du serveur, ajouter ou supprimer des utilisateurs, des salons de conversation…